# NGC 3214
NGC 3214 ist eine linsenförmige Galaxie vom Hubble-Typ S0/a im Sternbild Großer Bär am Nordsternhimmel. Sie ist schätzungsweise 349 Millionen Lichtjahre von der Milchstraße entfernt und hat einen Durchmesser von etwa 70.000 Lj. Gemeinsam mit NGC 3220 bildet sie das optische Galaxienpaar Holm 182.

Im selben Himmelsareal befinden sich u. a. die Galaxien NGC 3188, NGC 3206, NGC 3238.
Das Objekt wurde am 9. März 1874 von Ralph Copeland entdeckt.